# 塞班島號航空母艦
塞班島號航空母艦（USS Saipan，CVL-48），是美国海军塞班島級首舰。在二战期间建造，由巡洋舰舰体改建而成，战后1946年才入役，因为作战用途远低于中途島級航空母艦，於1965年被改装成阿靈頓號主要通信中繼艦（USS Arlington，AGMR-2）。
塞班島號 于1944年7月10日在纽约造船公司安放龙骨，1945年7月8日下水，1946年7月14日服役，舰长为John G. Crommelin。